# Lobophylliidae
Lobophylliidae Dai & Horng, 2009 è una famiglia  di coralli dell'ordine Scleractinia.

## Tassonomia
La famiglia comprende i seguenti generi:
- Acanthastrea Milne Edwards & Haime, 1848
- Acanthophyllia Wells, 1937
- Australophyllia Benzoni & Arrigoni, 2016
- Cynarina Brüggemann, 1877
- Echinomorpha Veron, 2000
- Echinophyllia Klunzinger, 1879
- Homophyllia Brüggemann, 1877
- Lobophyllia de Blainville, 1830
- Micromussa Veron, 2000
- Moseleya Quelch, 1884
- Oxypora Saville-Kent, 1871
- Paraechinophyllia Arrigoni, Benzoni & Stolarski, 2019
- Sclerophyllia Klunzinger, 1879

La gran parte di essi era in precedenza inquadrata nella famiglia Mussidae.

### Alcune specie

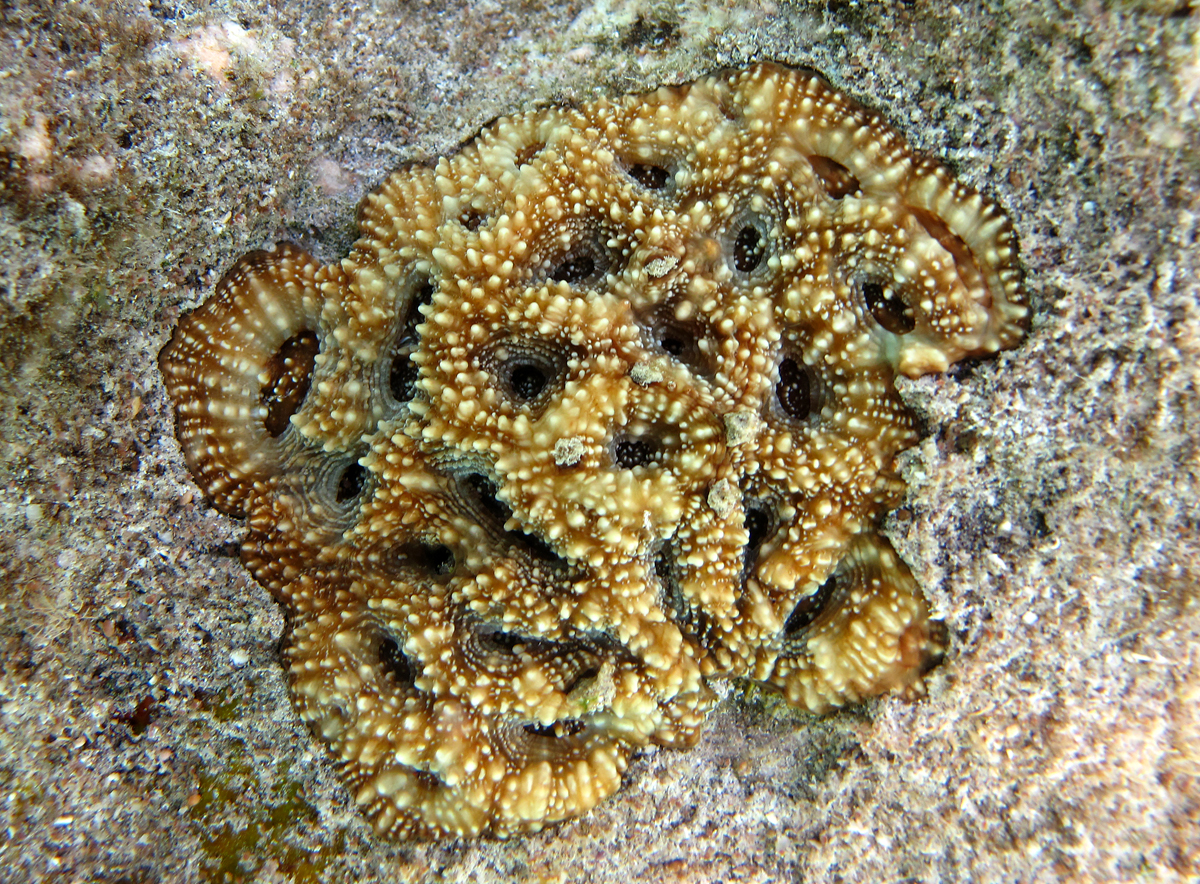
Acanthastrea echinata
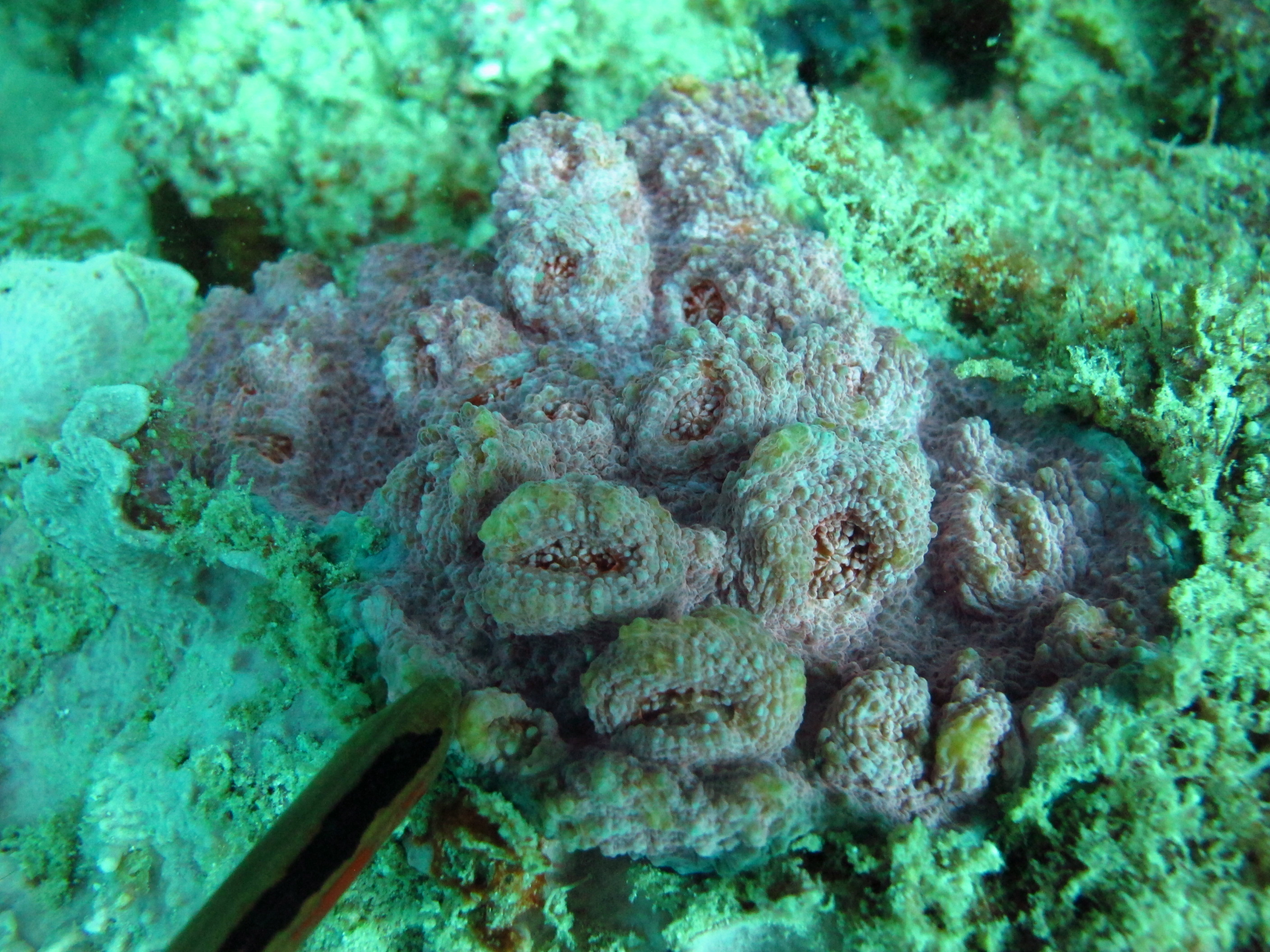
Echinophyllia orpheensis
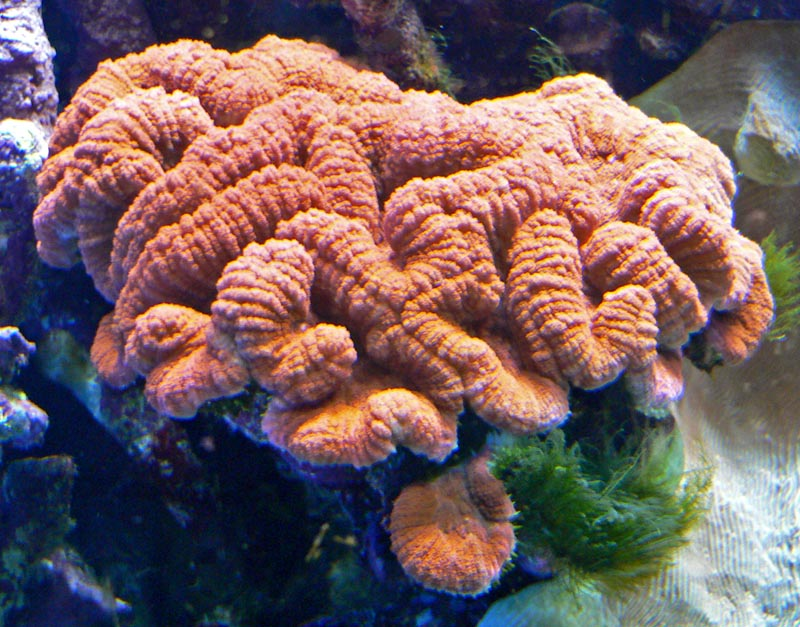
Lobophyllia hemprichii
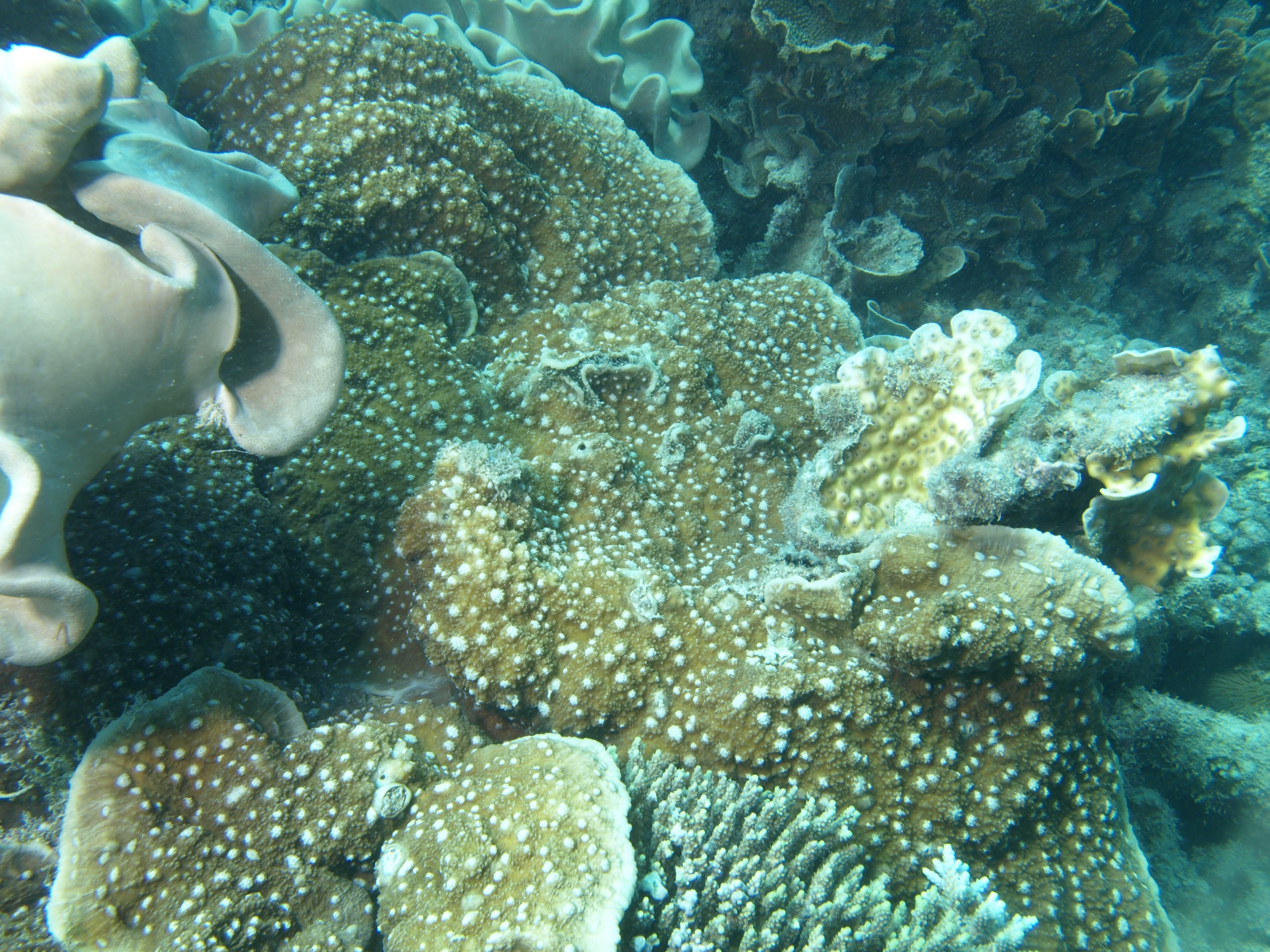
Oxypora lacera